# Bloomington (Indiana)
Bloomington is een stad in het zuiden van de Amerikaanse deelstaat Indiana en de hoofdplaats van Monroe County. De stad heeft 69.291 inwoners (volkstelling 2000) en een oppervlakte van 51,6 km2.

## Beschrijving
Bloomington is een echte studentenstad. Hier is de hoofdcampus van Indiana University (IU) gevestigd, met ca. 40.000 studenten. De Jacobs School of Music van deze universiteit wordt beschouwd als een van de beste muziekopleidingen ter wereld. Ook het Kinsey Institute for Research in Sex, Gender and Reproduction van IU is gevestigd in Bloomington.
Het basketbalteam van Indiana University, de Indiana Hoosiers, is een van de beste universiteitsteams van de Verenigde Staten. Ook het voetbalteam van de universiteit is een van de beste van het land. In het Bill Armstrong Stadium, het voetbalstadion van Indiana University, vindt jaarlijks de wielrenwedstrijd Little 500 plaats.
Bloomington is een progressieve stad waar de Democratische Partij al sinds 1972 aan de macht is. De stad was de eerste in Indiana die discriminatie op basis van seksuele geaardheid strafbaar stelde.
De Oscar-bekroonde film Breaking Away (1979) werd gefilmd in Bloomington en volgt een groep tieners die in de stad opgroeien.
Zo'n 6 kilometer ten zuidwesten van het centrum van Bloomington ligt het vliegveld Monroe County Airport. Het vliegveld wordt alleen gebruikt door privévliegtuigen.

## Bekende inwoners

### Geboren
- Hoagy Carmichael (1899-1981), componist, pianist, zanger, acteur en bandleider, componist van Stardust
- David Lee Roth (1953), zanger van de rockband Van Halen
- Dee Bradley Baker (1962), stemacteur
- Arija Bareikis (1966), actrice
- Meg Cabot (1967), schrijfster

### Andere inwoners
- Joshua Bell, violist
- Mark Deuze, Nederlands hoogleraar communicatiewetenschappen
- Mick Foley, professionele worstelaar en kinderboekenschrijver
- Bobby Helms, zanger en componist van Jingle Bell Rock
- David Starr Jordan, bioloog, schrijver en president van Indiana University
- Alfred Kinsey, seksuoloog
- Elinor Ostrom, econoom
- John Mellencamp, rockzanger
- Jeff Overton, professioneel golfer
- Menahem Pressler, pianist
- Thomas Sebeok, semioticus
- János Starker, cellist
- William Thomson, componist en dirigent
- Pete Wilhoit, drummer van de band Fiction Plane

## Afbeeldingen
|  |  |

## Partnersteden
- Posoltega (Nicaragua)
- Santa Clara (Cuba)

## Wetenswaardigheden
- In oktober 2020 werd een standbeeld van Kathryn Janeway onthuld in Bloomington.[1] Janeway, de kapitein van de USS Voyager in de televisieserie Star Trek: Voyager, wordt in het fictieve Star Trek-universum op 20 mei 2336 in Bloomington geboren.

## Plaatsen in de nabije omgeving
De onderstaande figuur toont nabijgelegen plaatsen in een straal van 28 km rond Bloomington.